# Worthing Football Club
El Worthing Football Club es un equipo de fútbol inglés que actualmente juega en la National League South y que fue fundado en 1886. Está establecido en la ciudad de Worthing y juega sus partidos de casa en el Woodside Road.

## Entrenadores
- Barry Lloyd (1981–1985)[3]
- Keith Rowley (1985–1987)
- Alan Pook (1987–1988)
- J.Rains (1988–1989)
- Keith Rowley (1989–1991)
- Gerry Armstrong (1991–1995)[3]
- John Robson (1995–1996)
- Mark Falco (1996–1997)
- Brian Donnelly (1997–2001)[3]
- Barry Lloyd (2001–2003)
- Alan Pook (2003–2009)
- Simon Colbran (2009–2010)
- Chris White (2010–2012)
- Lee Brace (2012–2013)
- Adam Hinshelwood (2013–2015)
- Gary Elphick (2015–2017)
- Adam Hinshelwood (2017–2024)
- Aarran Racine (2024)
- Chris Agutter (2024-)